# Казиєва Орда

Малі Ногаї на карті Кримського ханства станом на початок XVII століття. Зараз малі ногаї відомі як кубанські ногайці, частково увійшли до складу кримськотатарского народу.

Казиєва Орда (Казиїв улус, Малі Ногаї, Мала Ногайська Орда) — державне утворення ногаїв на правобережжі Волги, Надозів'ї, Передкавказзі й Кубані; виділилося в другій половині XVI ст. з Ногайської Орди. Засновник — мурза Казий. До середини XVIII ст. знаходилися в залежності від Криму.

## Географія
У другій половині XVI і першій половині XVII сторіччя Казиєва Орда, або ногайці так званої Малої Ногайської Орди, що кочували в основному в північній частині межиріччя нижньої Волги і Дону, доки, близько 1640-х років, коли були витіснені звідти калмиками за річку Західний Манич. Після цього кочовища ногайців Малої Орди на півдні й південному заході доходили до пониззя Терека й північного берега річки Кубань. Таким чином, починаючи з кінця першої половини XVII сторіччя, Казиєва Орда кочувала на півдні Ростовської області, півночі Краснодарського й Ставропольського країв, півночі Дагестану, півночі Чечні та крайнього заходу Калмикії.

## Історія
1557 — бей Ногайської Орди визнав себе васалом Івана Грозного. Частина ногаїв мігрують на захід і під керівництвом Казі-мірзи засновують на Кубані Малу Ногайську Орду.
1569 — Казиєва Орда бере активну участь у турецькому поході на Астрахань.
1571 — кримсько-ногайський похід на Москву.
1634 — внаслідок ногайсько-калмицької війни Велику Ногайську Орду ногайців витісняють на захід від Волги до Казиєвої Орди
1783 — Крим анексувала Російська Імперія, тому багато ногайців переселяються російським військом з нижнього Дніпра на Кубань
У 16 сторіччі зимовим стійбищем Казиєва улусу був «Мажаров Юрт» над річкою Кума. Раніше Маджар був адміністративним центром монгольського улусу Берке, біля якого була зимова ставка Берке. Середньовічне місто Маджар відомо з 8 сторіччя.
Інша назва малих ногаїв — кубанські татари.